# Elisabeth Baulacre
Elisabeth Baulacre (Genève, 15 september 1613 - aldaar, 12 september 1693) was een Geneefse onderneemster.

## Biografie

### Afkomst en opleiding
Elisabeth Baulacre stamde af van een familie die was gevlucht uit Tours. Ze was een dochter van Nicolas Baulacre en Françoise Pelissari. In 1637 trouwde ze met Pierre Perdriau, een handelaar. Ze trouwde een tweede maal in 1655 met Jacob Andrion, een politicus.

### Carrière
Baulacre zette zich in voor de passementerie die ze van haar eerste echtgenoot had geërfd. Ook hun zoon Pierre, een bankier, was bij de onderneming betrokken. Haar ondernemerschap bracht haar op de voorgrond onder de Geneefse kooplieden. Ze specialiseerde zich in de vervaardiging van goud- en zilverdraad, die werd gebruikt in passement of werden gemengd met zijde om kostbare stoffen te vervaardigen. Volgens historicus Gregorio Leti waren zo'n 1.200 thuiswerkers in dienst van Baulacre, die hen de nodige materialen en gereedschappen ter beschikking stelde, de bestellingen opnam en de verkoop regelde.

## Trivia

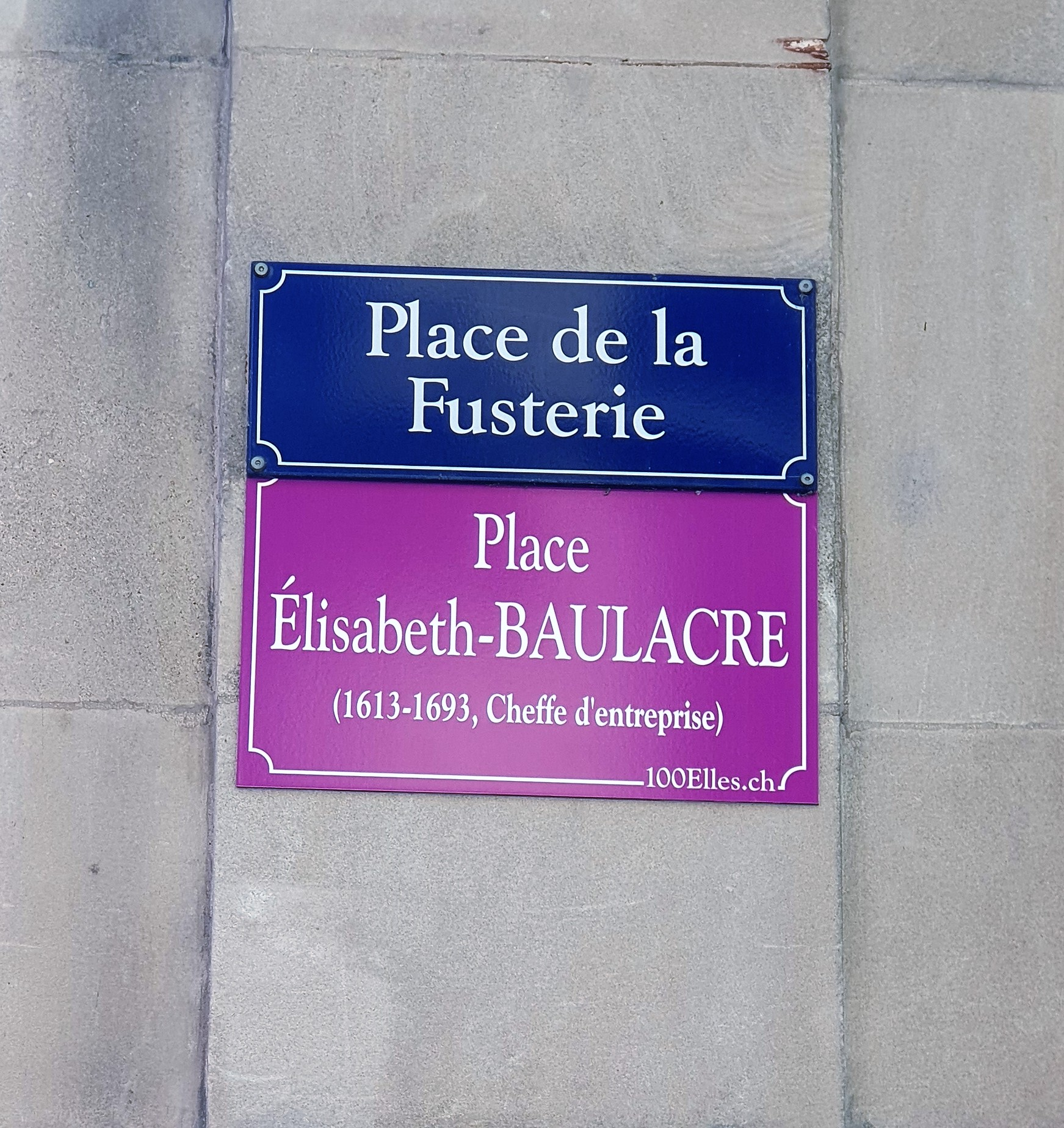
Alternatief straatnaambord van de actie 100Elles* in Genève, 2019.

- In 2019 werd in Genève door de actie 100Elles* een alternatief straatnaambord opgericht ter ere van Elisabeth Baulacre.